# Бангна
Бангна (тайск. บางนา) один из пятидесяти кхетов (округов) Бангкока, столицы Таиланда.
Бангна граничит с двумя районами города: Пхракханонг и Правеет и тремя районами провинции Самутпракан — Бангпхли, Самутпракан и Пхрапраденг.

## История
Раньше был подрайоном кхета Пхракханонг. Был выделен в отдельный район 6 марта 1998 года.

## Административное деление
Район состоит из одного подрайона (кхвенга)
| 1. | Бангна | บางนา |  |

## Транспорт
Имеется три станции Udom Suk, Bang Na и Bearing ветки Сукхумвит скоростного надземного метро BTS Skytrain.
Желтая линия городского метро проходит через район по улице Синакорин. Станции 	Si Iam и Si La Salle.
Через район проходят две основные автомагистрали. Сукхумвит Роад и Бангна-Трат Хайвей, на которых хорошо развито автобусное сообщение.
На западе район прилегает к реке Чаупхрая, по которой ходят паромы на другой берег.

## Места
Храмы:
- Wat Bang Na Nai (วัดบางนาใน)
- Wat Bang Na Nok (วัดบางนานอก)
- Wat Si Iam (วัดศรีเอี่ยม)
- Wat Phong Phloi Witthayaram (วัดผ่องพลอยวิทยาราม)

Развлечения:
- Международный Выставочный центр BITEC
- Торговый центр CentralPlaza Bangna. Первый торговый центр в районе. На крыше имеется парк водных развлечений.
- Ресторан Royal Dragon. C 1992 года по 2008 год был в книге рекордов Гиннесса, как самый большой ресторан в мире[2]. Официанты развозят еду на роликовых коньках.

## Галерея

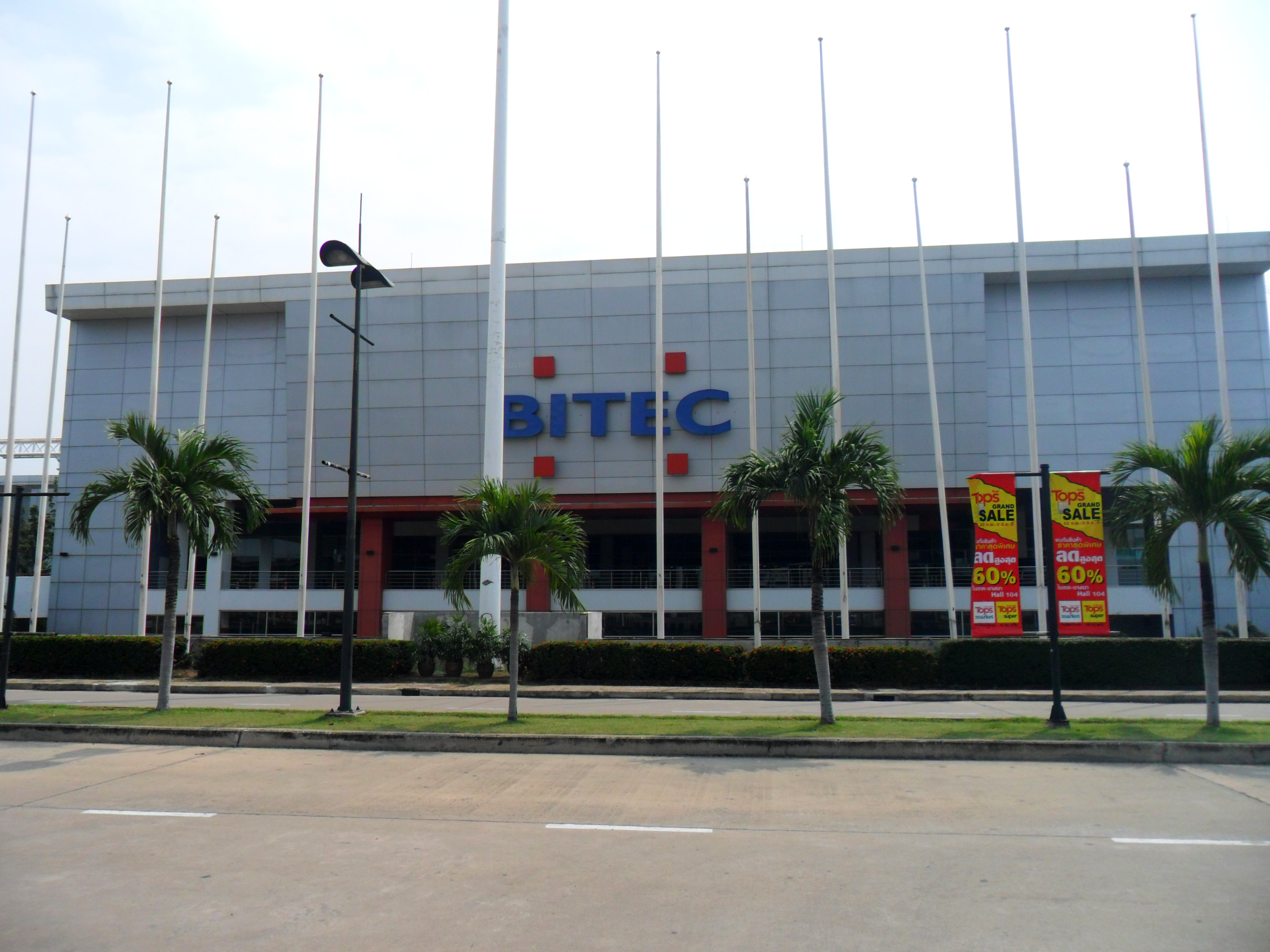
Центральный вход в BITEC.
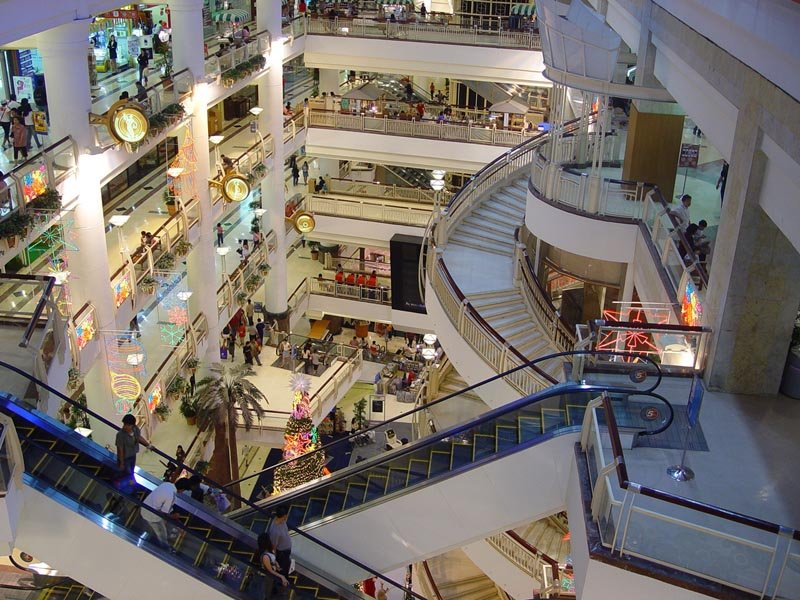
Торговый центр CentralPlaza Bangna.
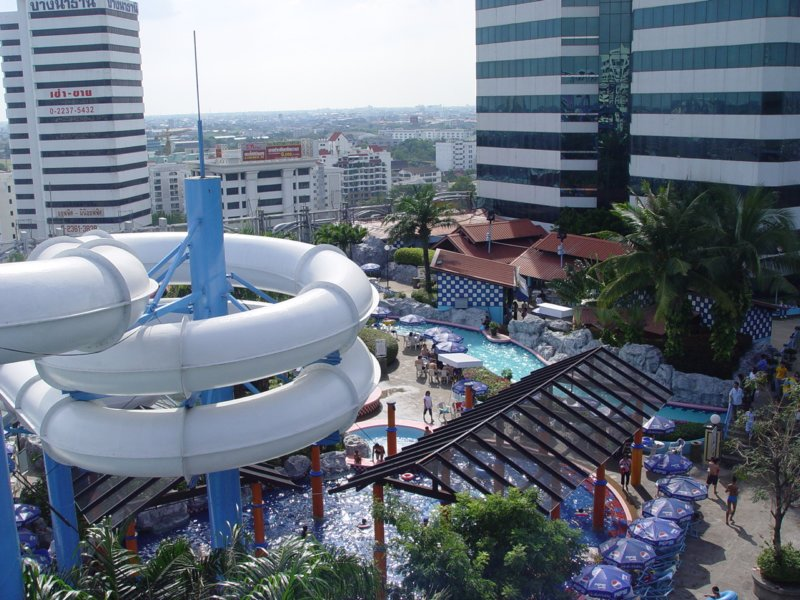
Аквапарк в CentralPlaza Bangna.
Карта района Бангна.